# Capture (hydrographie)
Pour les articles homonymes, voir Capture.

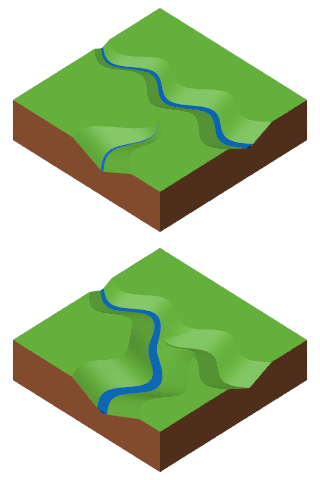
Sur ce schéma, le cours d'eau supérieur est capturé, en raison d'un processus d'érosion naturelle, par le cours d'eau inférieur

Une capture, en hydrographie, correspond au changement de cours d'un fleuve, rivière, affluent, ruisseau, détourné de son tracé primitif par une autre rivière plus active. Un lac, étang, marais ou une mare peuvent aussi être capturés par un cours d'eau (en général à la suite de phénomènes d'érosion régressive).
Dans certains cas, une masse d'eau de type lac ou étang, ou un cours d'eau peuvent disparaître de la surface de la terre, capturé par un cours d'eau souterrain.
Les captures peuvent être dues à l'une ou plusieurs des causes suivantes :
- différences d'alimentation en eau et de nature du sol entre deux bassins fluviaux,
- ruptures de pente dues à des accidents tectoniques,
- phénomènes de diffluence (drainage incertain dans des régions de plaine),
- phénomènes d'érosion régressive qui finissent par connecter deux cours d'eau qui ne communiquaient pas entre eux,
- recul et baisse du niveau de la mer (aux périodes glaciaires), qui pouvait alors que le plateau continental se découvrait connecter entre eux des fleuves (on dit alors que le plus grand, ou celui dont le débit est le plus important, capture l'autre). Par exemple durant les trois dernières glaciations, l'Angleterre n'était plus une île, et la Tamise et plusieurs fleuves actuellement français étaient des rivières qui coulaient dans un fleuve qui n'existe plus, situé dans les parties basses de l'actuelle Manche/mer du Nord et pas de Calais.

Une capture peut être un événement hydraulique durable. Elle peut être un évènement lent mais long (ex durant les glaciations) ou au contraire très bref dans le temps (par exemple limité à une crue très exceptionnelle).
La capture d'un grand cours d'eau peut avoir une importance écologique majeure, car permettant à des espèces aquatiques (dont poissons) antérieurement enfermées dans un bassin de passer dans un autre bassin. Des masses importantes d'eau et de flux de matériaux transitant par les cours d'eau peuvent ainsi être brutalement détournés vers un autre cours, avec des impacts importants et durables en termes de nappe, de microclimat, d'hydromorphie et donc d'écologie du paysage.
Une capture peut être nourrie par le phénomène d'érosion régressive, résultant de l'augmentation de débit.

## En Allemagne

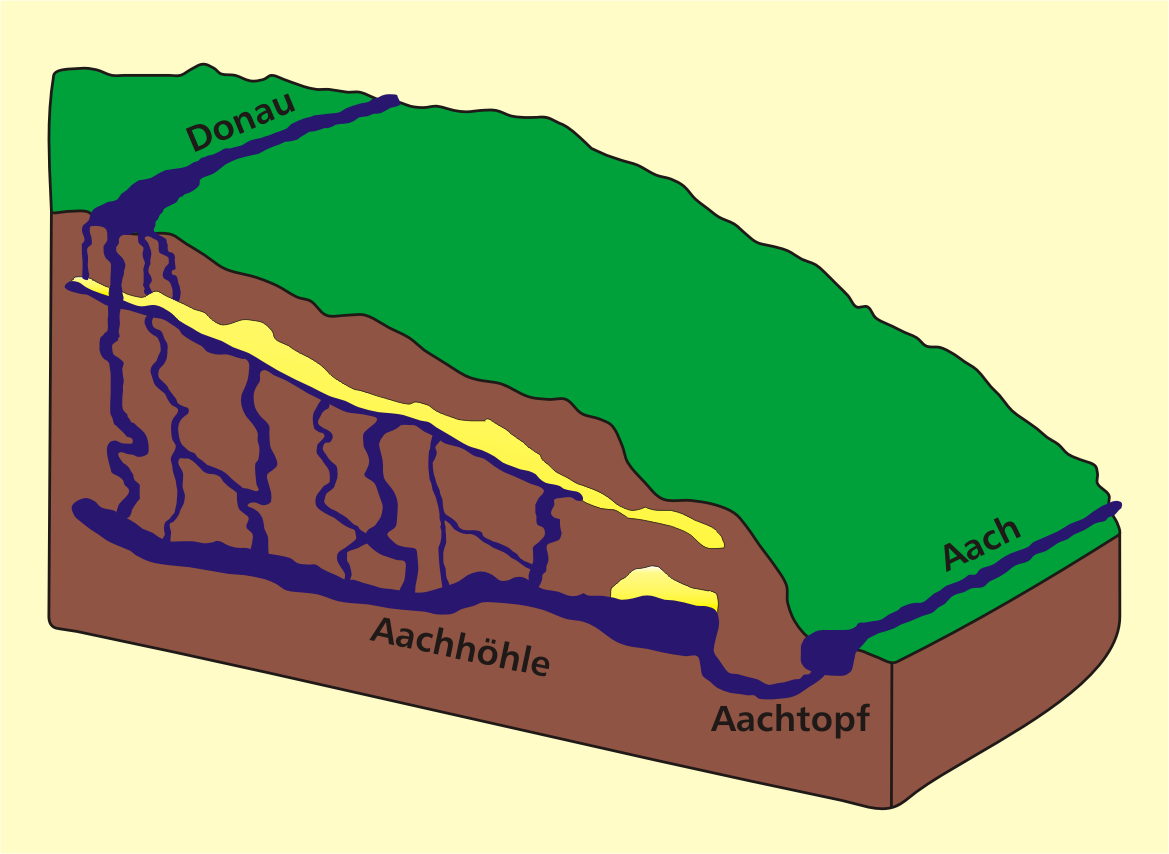
Une partie des eaux du Danube (Donau en Allemand) s'infiltrent dans le sol pour rejoindre le bassin versant du Rhin.

Le Danube supérieur est partiellement capturé par le Rhin. Les eaux du Danube s'infiltrent dans le sol entre les communes d'Immendingen et de Fridingen puis rejoignent l’Aachtopf en passant par quatorze kilomètres de rivières souterraines. L’Aachtopf alimente le lac de Constance et enfin le Rhin. C'est un cas rare où les eaux passent d'un bassin versant à un autre. Dans un avenir proche, de nouveaux ponors (trous d'infiltration) devraient se former et, à long terme, l'actuel Danube supérieur sera probablement complètement détourné vers le système fluvial du Rhin.

## En Belgique
L'un des exemples les plus connus est la basse-vallée de l'Eau rouge (accueillant le circuit automobile de Spa-Francorchamps) : la largeur de la vallée dépasse largement l'importance du cours d'eau. Son cours supérieur a notamment été capté par le Trôs Marets, et la vallée a anciennement abrité le cours de la Warche, rivière d'importance dans laquelle se jette dorénavant l'Eau rouge.
La Meuse a par ailleurs capté au cours de sa formation les diverses rivières qui drainaient jusqu'au Miocène supérieur le nord du massif ardennais, s'écoulant sud-nord vers le bassin de l'Escaut ou directement vers la Mer du Nord. La Meuse a ensuite capté ces différents cours d'eau par le sillon Sambre-et-Meuse orienté ouest-est.

## Au Canada
La rivière Slims s'est presque entièrement vidée en quelques jours au début du printemps 2017 et ses eaux sont maintenant détournées vers la rivière Alsek, à la suite de la régression du glacier Kaskawulsh, au Yukon.

## En France
En France, un des cas les plus célèbres de capture est celui de la Haute-Moselle qui, autrefois, s'écoulait dans la Meuse,,,. À hauteur de Toul, au début de l'ère Quaternaire, la Haute-Moselle fut détournée de son cours au niveau du seuil de Foug par un affluent de la Meurthe, le Terrouin, et rejoignit le cours d'eau principal en aval de Frouard. Cette capture changea le réseau hydrographique, le nouveau cours d'eau devint l'artère principale - la Moselle actuelle - et la Meurthe, son tributaire. Le phénomène peut se repérer facilement dans le paysage. À Toul, la Moselle reçoit, en rive gauche, un petit affluent, l'Ingressin, qui coule au milieu d'une large vallée qu'il a été bien incapable d'entailler et dont la topographie montre le creusement par une rivière dont le cours était inverse à celui observé actuellement. D'autre part, d'anciens méandres rencontrés dans la vallée sèche (en fait, elle n'est pas vraiment sèche, on y trouve un ruisseau, le ruisseau des marais, qui se jette dans la Meuse), le val de l'Asne, séparant la source de l'Ingressin du cours de la Meuse, ne peuvent s'expliquer que par le passage d'une rivière aujourd'hui disparue.
Au sud de la « Boucle de la Moselle », l’Aroffe présente la particularité d'alimenter deux bassins versants : l'un, par son cours aérien, qui s'écoule vers la Meuse, l'autre, par une capture souterraine, vers la Moselle en résurgeant à Pierre-la-Treiche.
Dans le même secteur, un peu plus à l'ouest, il est possible d'observer une autre capture, celle de l'Aire par l'Aisne au détriment de la Meuse avec formation de la vallée de l'Aire et de son ancien lit divisé entre la Bar qui se jette dans la Meuse et l'Agron qui se jette dans l'Aire.
À la Réunion, le Bras Patience a fait l'objet d'une capture par la rivière des Marsouins dans la vallée de Takamaka, le cours inférieur du Bras patience constituant depuis un petit affluent du Bras Sec qui se jette lui aussi dans la rivière des Marsouins plus en aval.